# 2-アセチルピリジン
2-アセチルピリジン（英: 2-Acetylpyridine）は芳香族ケトンの一種で、香料の原料として広く使われる有機化合物である。麦芽から発見され、メイラード反応およびニシュタマリゼーションにより生成する。トウモロコシのトルティーヤ、ポップコーン、ビールの香りの構成に重要な役割を果たしている。日本の消防法では、危険物第4類第3石油類（非水溶性）に区分される。